# Koeleria macrantha
Espèce
Classification phylogénétique
Synonymes
- Koeleria cristata auct. p.p., non Pers.[1]
- Aira macrantha Ledeb.[2]

Koeleria macrantha, de nom commun Koélérie grêle ou Koelérie à grandes fleurs, est une espèce d'herbe eurasiatique et nord-américaine de la famille des Poaceae et du genre Koeleria.

## Description
La koélérie grêle est une plante herbacée vivace qui atteint des hauteurs de 10 à 70 centimètres. Elle forme des touradons lâches et gris-vert. Les pousses de renouvellement se tiennent individuellement et poussent dans les gaines foliaires. Les stolons courts, puis souterrains sont rarement formés. Les tiges sont nues, au plus sous la panicule et le nœud à poils courts (indumentum).
Les gaines foliaires sont denses et velues sur les pousses de renouvellement, ou les poils sont longs et saillants. Seules les gaines foliaires inférieures sont plus rarement velues. Les gaines foliaires des feuilles de la tige sont généralement courtes et légèrement velues. La ligule est conçue comme une bordure membraneuse d'environ 0,5 mm de long. Le limbe est enroulé, mesure environ 18 cm de long et a un diamètre de 0,5 à 1 mm. Il peut également être étalé, sa largeur est alors de 1 à 2, rarement jusqu'à 3 mm. Sur les deux bords, il est recouvert de poils saillants d'environ 1 mm de long.
La période de floraison s'étend de juin à juillet, plus rarement jusqu'en août. L'inflorescence de la panicule est dense, contractée et enroulée d'une longueur de 6 à 12, rarement jusqu'à 20 cm et d'une largeur de 5 à 30 mm. Elle est légèrement élargie à l'anthèse ; dans la partie inférieure, elle peut être lobée ou interrompue, dans la partie supérieure, elle est rétrécie. Les épillets de 4,5 à 5 mm de long contiennent deux à quatre fleurs. Les épillets tombent individuellement des glumes lorsque les graines mûrissent. Les glumes inégales sont glabres, lancéolées et pointues. La glume inférieure est à un nerf et mesure de 3,5 à 4 mm de long, la supérieure est à trois nerfs et de 4 à 4,5 mm de long. Les lemmes à trois veines sont lancéolés et acuminés d'une longueur de 3,5 à 5 mm ou ont une pointe d'auvent. La partie inférieure de la lemme est lisse, la partie supérieure scabre. Les paléas ont la même longueur que la lemme. Les anthères mesurent 2 mm de long.
Le fruit (caryopse) mesure de 2,5 à 3 mm de long.
Le nombre de chromosomes est 2n = 14, 28.

## Répartition
La koelérie à grandes fleurs délicate se trouve en Allemagne jusqu'aux contreforts des Alpes. Elle pousse dans les pelouses calcaires, sur les pentes broussailleuses, sur les prairies sèches, sur les sentiers, en lisière de forêt et dans les forêts de pins. C'est une plante légère à mi-ombragée, elle présente une sécheresse et un sol pauvre. En termes de sociologie végétale, c'est une classe caractéristique des prairies sèches et semi-arides (Festuco-Brometea) et des pinèdes des zones sèches calcaires (Erico-Pinion). En Autriche, elle est présente dans un étagement altitudinal collinéen et montagnard. Elle est absente au Tyrol oriental et au Vorarlberg, ainsi qu'au Liechtenstein. Dans les Alpes, le Massif bohème, les contreforts alpins du nord et du sud-est, il est classé en danger. Les prairies sèches et les prairies steppiques sont spécifiées comme emplacements en Autriche.
Koeleria macrantha est présente en Amérique du Nord dans les zones subtropicales-subalpines, ainsi que circumpolaire dans la zone méridionale à tempérée, le degré de continentalité varie de c2 à c8 (de 10). En Amérique du Nord, elle est présente jusqu'au sud du Mexique.
Koeleria marcrantha se propage lentement par distribution de graines. Elle se répandra dans les communautés végétales limitrophes au fil du temps en tant qu'espèce envahissante.
En Australie, c'est peut-être un néobiote.

## Écologie
Koeleria macrantha est l'un des nombreux aliments de base pour toutes les classes de bétail et plusieurs espèces sauvages des prairies selon le stade de son développement saisonnier. Elle fournit une source de nourriture stable pour le bétail au début du printemps et est utilisée par plusieurs espèces de cerfs, d'élans et de moutons comme source de nourriture en raison de sa capacité à pousser dans des régions éloignées où l'environnement n'est pas adapté à d'autres plantes. En raison du fait qu'elle pousse dans des zones dispersées, elle n'est pas devenue un aliment de base pour une grande partie de la faune, mais elle fournit encore une alimentation modérée à la faune des prairies. Elle s'est avérée être appétente pour tout le bétail et la faune dans sa phase de post-séchage au printemps et à l'automne, mais son goût diminue pour la plupart des espèces lorsque la production de graines commence avant le séchage.
Koeleria macrantha pousse souvent avec Asclepias uncialis, Cleome serrulata (en), Dalea purpurea (en), Potentilla hippiana, Neoparrya lithophila (en), Lesquerella fremontii, Spiranthes spiralis, Lupinus sericeus, Achnatherum richardsonii (en), Festuca paradoxa (en), Iris tenuifolia (en).
Elle est une plante hôte du champignon parasite Tapesia yallundae.
Elle est une plante hôte pour la chenille de Coleophora tricolor (en), Dicallomera pumila (en), Elachista albifrontella (en), Elachista argentella, Elachista collitella (en), Elachista freyerella (en), Elachista herrichii, Elachista obliquella (en), Grammia blakei (en), Hesperia assiniboia (en).

## Utilisation
La koélérie grêle est un bon fourrage pour de nombreux types d'animaux au pâturage. Elle est classée comme un allergène grave chez les humains allergiques à l'herbe.
Koeleria macrantha est utilisée comme gazon ordinaire et pour le golf. Elle est peu utilisée en raison de son faible taux de croissance.
Koeleria macrantha est semée dans des zones de feux de forêt fréquents en raison de ses qualités de résistance au feu. En raison de sa petite taille et de ses feuilles grossières, elles brûlent plus rapidement et transfèrent une très petite quantité de chaleur au sol en dessous. Elle pousse également généralement en petits groupes, ce qui limite la quantité de dégâts qu'elle peut faire une fois qu'elle brûle. Bien que cette espèce varie en fonction de son impact sur la lutte contre les incendies de forêt en fonction de l'environnement dans lequel elle pousse et de l'état de la plante, elle fournit un amortisseur indispensable pour contrôler le feu une fois qu'il a commencé.
La graine peut être broyée en poudre puis peut être bouillie dans de l'eau, comme une bouillie, ou transformée en farine ou en pain. Les feuilles de la plante peuvent être tissées ensemble pour faire des balais ou des brosses. Les longues tiges de la plante peuvent être enfilées avec d'autres fibres végétales ou ficelles à utiliser pour nettoyer les casseroles. Elle est utilisée comme matériau de construction lorsqu'elle est mélangée avec de l'adobe pour ses qualités adhésives et sa résistance.